# Tramlijn Poeldijk - Hoek van Holland
De tramlijn Poeldijk - Hoek van Holland was een tramlijn in het Westland. Vanuit Poeldijk liep de lijn via Monster en 's-Gravenzande naar Hoek van Holland .

## Geschiedenis
Het gedeelte tussen Poeldijk en 's-Gravenzande werd geopend in 1883 door de Westlandsche Stoomtramweg Maatschappij, in 1907 volgde het gedeelte tussen 's-Gravenzande en Hoek van Holland. Tot 1932 heeft er personenvervoer plaatsgevonden, daarna is de lijn tot 1965 gebruikt voor het vervoer van goederen, met name veilingproducten en kolen voor verwarming van de kassen.

## Restanten
Over een groot gedeelte van de lijn is thans de N211 aangelegd, hierdoor is de lijn goed te volgen in het landschap. In 's-Gravenzande is het voormalig station behouden gebleven. Het gemeentelijke monument is uiterlijk zo veel mogelijk in de originele staat en wordt tegenwoordig gebruikt als woonhuis.

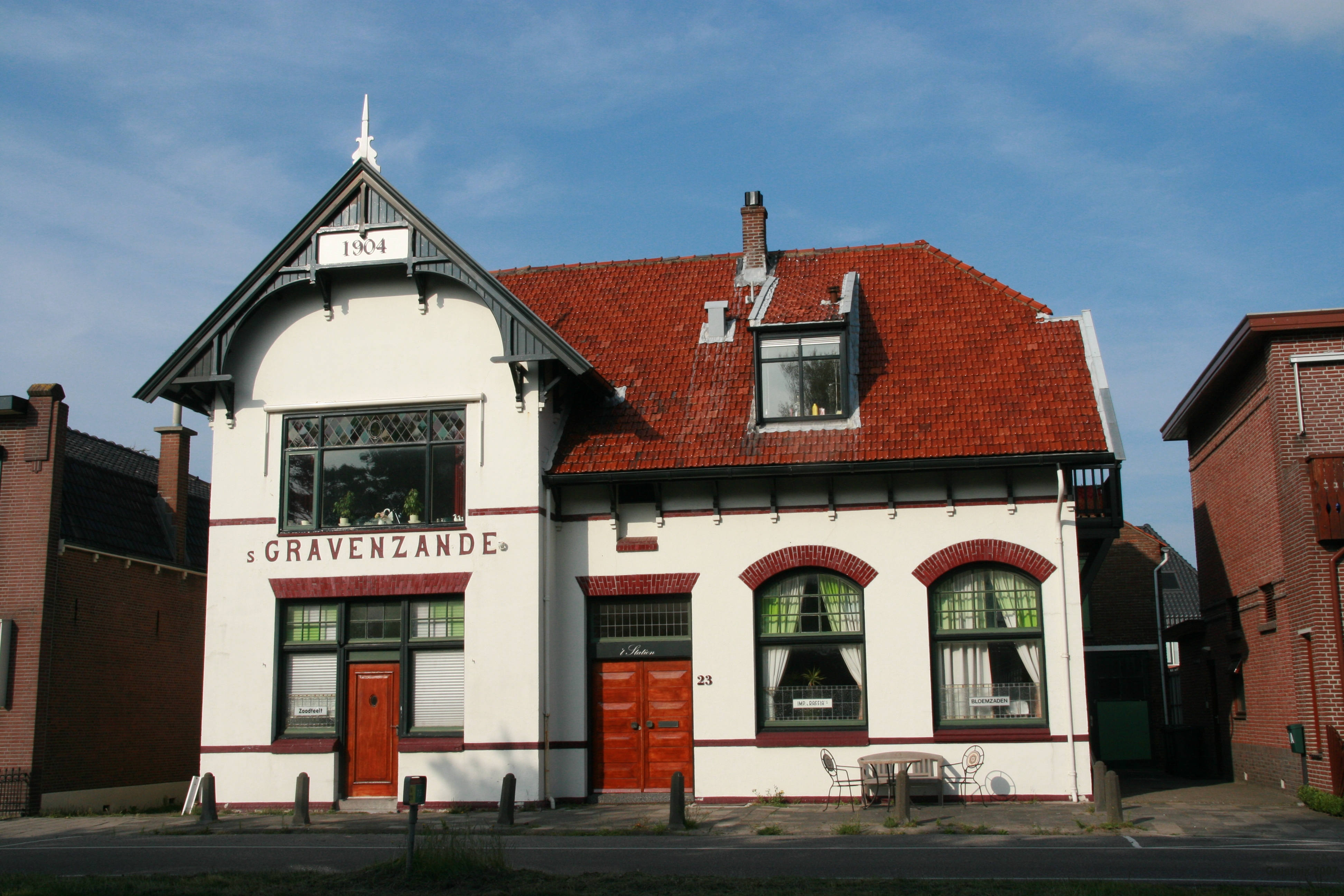
Voormalig station 's-Gravenzande aan de Tramlijn Poeldijk - Hoek van Holland

  De oude baan is grotendeels fietspad geworden, rechts naast de weg richting Hoek van Holland. Na 's-Gravenzande verlaat de fietsroute de weg, omdat de trambaan dat ook deed. Op vrije baan gaat het dan op Hoek van Holland aan. Het einde van het pad is de bocht van wat de korte zijlijn naar het strand was. Daar was kruising met de strandlijn van de HSM.  De hoofdlijn naar het dorp is geen fietspad geworden.